# Ve (ký sinh)
Ve, còn gọi là bét hoặc tích (Ixodida) là các loài hình nhện, thường dài từ 3 đến 5 mm, là một phần của liên bộ Parasitiformes. Cùng với ve bét, chúng tạo thành phân lớp Acari. Ve là các loài ký sinh bên ngoài, sống bằng cách hút máu của động vật có vú, chim, và đôi khi cả bò sát và lưỡng cư. Ve tiến hóa từ kỷ Phấn trắng, dạng hóa thạch phổ biến nhất là ngâm hổ phách. Ve phân bố rộng rãi trên khắp thế giới, đặc biệt là ở những vùng khí hậu ấm áp, ẩm ướt.
Đa số tất cả các loài ve thuộc một trong hai họ chính, họ Ixodidae (ve cứng), và họ Argasidae (ve mềm). Con trưởng thành có cơ thể hình trứng hoặc hình quả lê, trở nên đầy máu khi chúng ăn, và có 8 chân. Ngoài việc có một tấm chắn cứng trên mặt lưng, ve cứng có cấu trúc giống như mỏ ở phía trước có chứa miệng, trong khi bọ ve mềm gồm miệng ở mặt dưới cơ thể. Cả hai họ đều xác định vị trí vật chủ tiềm năng bằng mùi hoặc từ sự thay đổi của môi trường.
Ve có bốn giai đoạn trong vòng đời của chúng, đó là trứng, ấu trùng, nhộng và trưởng thành. Ve cứng có ba vật chủ, mất ít nhất một năm để hoàn thành vòng đời của chúng. Ve mềm có tới bảy giai đoạn nhộng, mỗi giai đoạn đều cần máu. Do có thói quen hút máu nên ve là vật trung gian truyền nhiều bệnh ảnh hưởng đến con người và các động vật khác.

## Hình thái
Giống như các loài hình nhện khác, cơ thể ve có hai phần: đầu-ngực và bụng.
Có hai loại ve chính: 
- Ve cứng (Ixodidae): loại này có vỏ bọc thân làm bằng chất kitin. Ve cứng dùng móc ở hàm bám vào thân con vật chứa nhiều ngày, hút máu đến khi no mới nhả ra.
- Ve mềm (Argasidae): loại này sống trong các hốc kín, chỉ chạy ra kiếm ăn trong thời gian ngắn rồi bỏ về.

Ngoài ra còn có họ Nuttalliellidae gồm chỉ một loại ve rất hiếm thấy sống ở châu Phi.

## Lây bệnh
Các loại ve chủ yếu kí sinh trên cơ thể vật nuôi trong nhà, đặc biệt là chó. Chúng lây lan từ động vật này qua động vật khác khi động vật tiếp xúc với nhau. Ve không những hút máu của động vật, mà còn có khả năng truyền nhiễm một số loại bệnh sang người. Một vài loài ve có thể tiết ra độc tố nguy hiểm.

## Hình ảnh

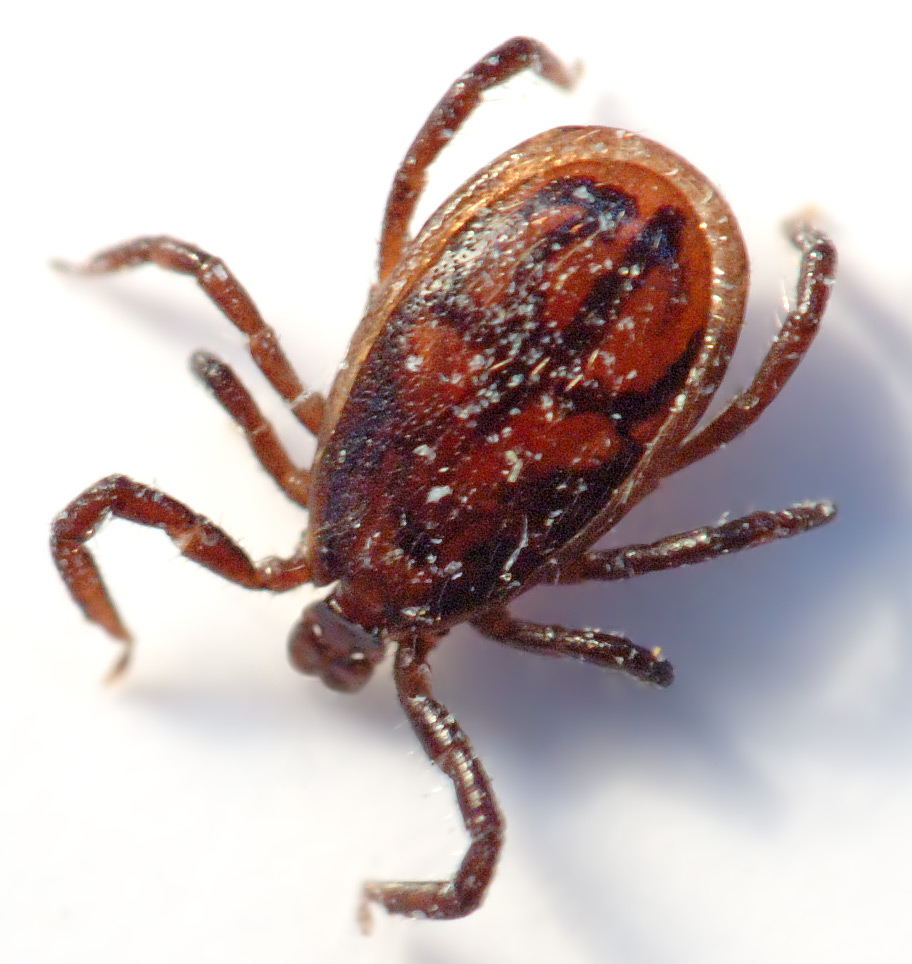
Ve đực
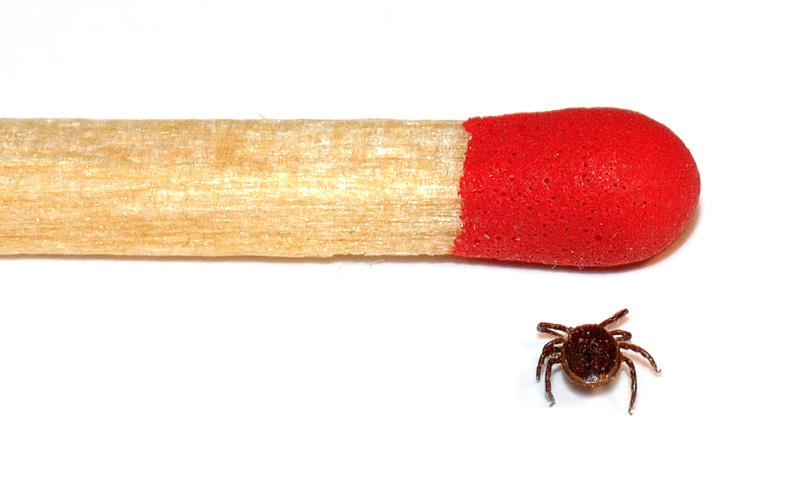
So sánh kích cỡ giữa ve đực với một que diêm
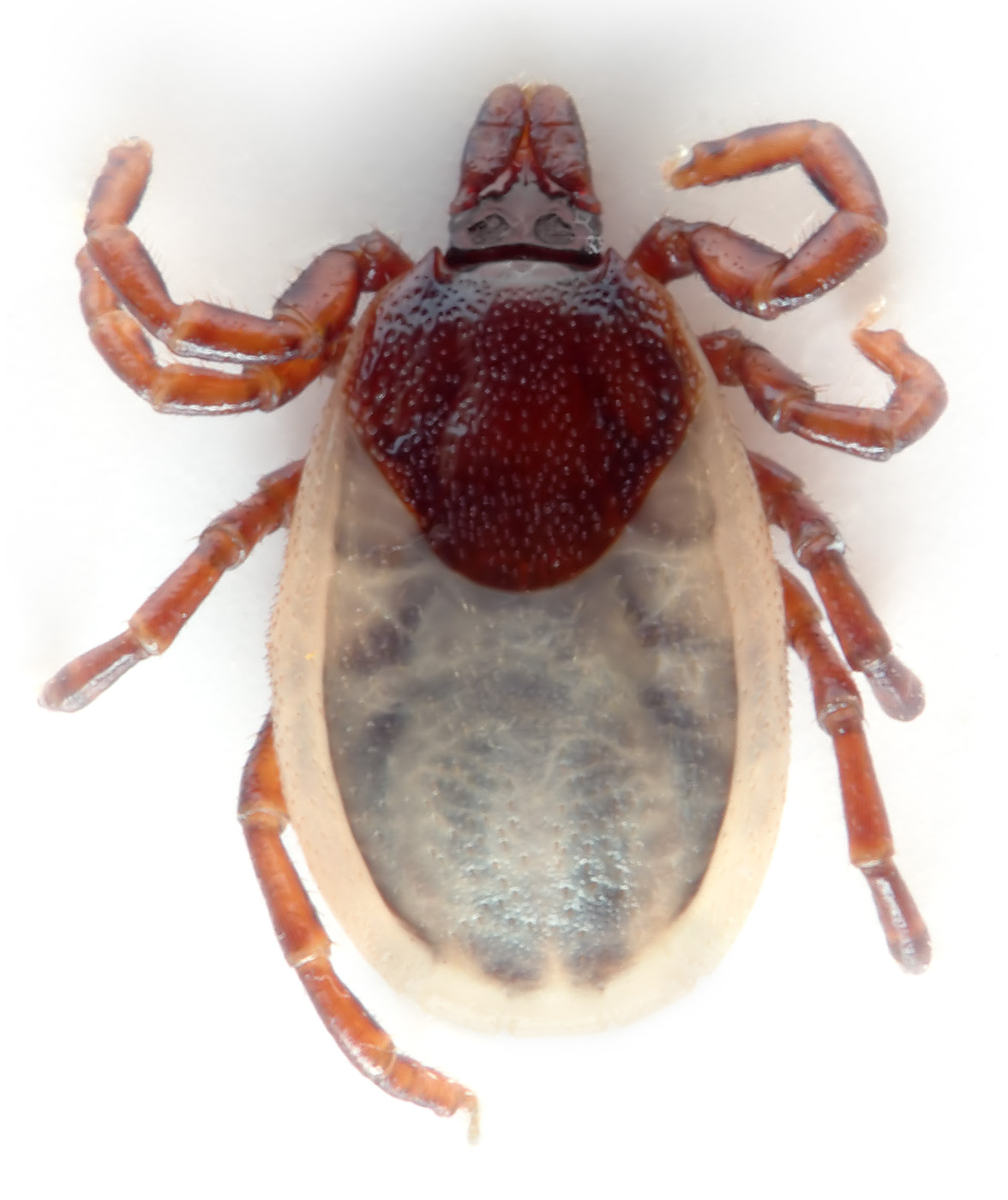
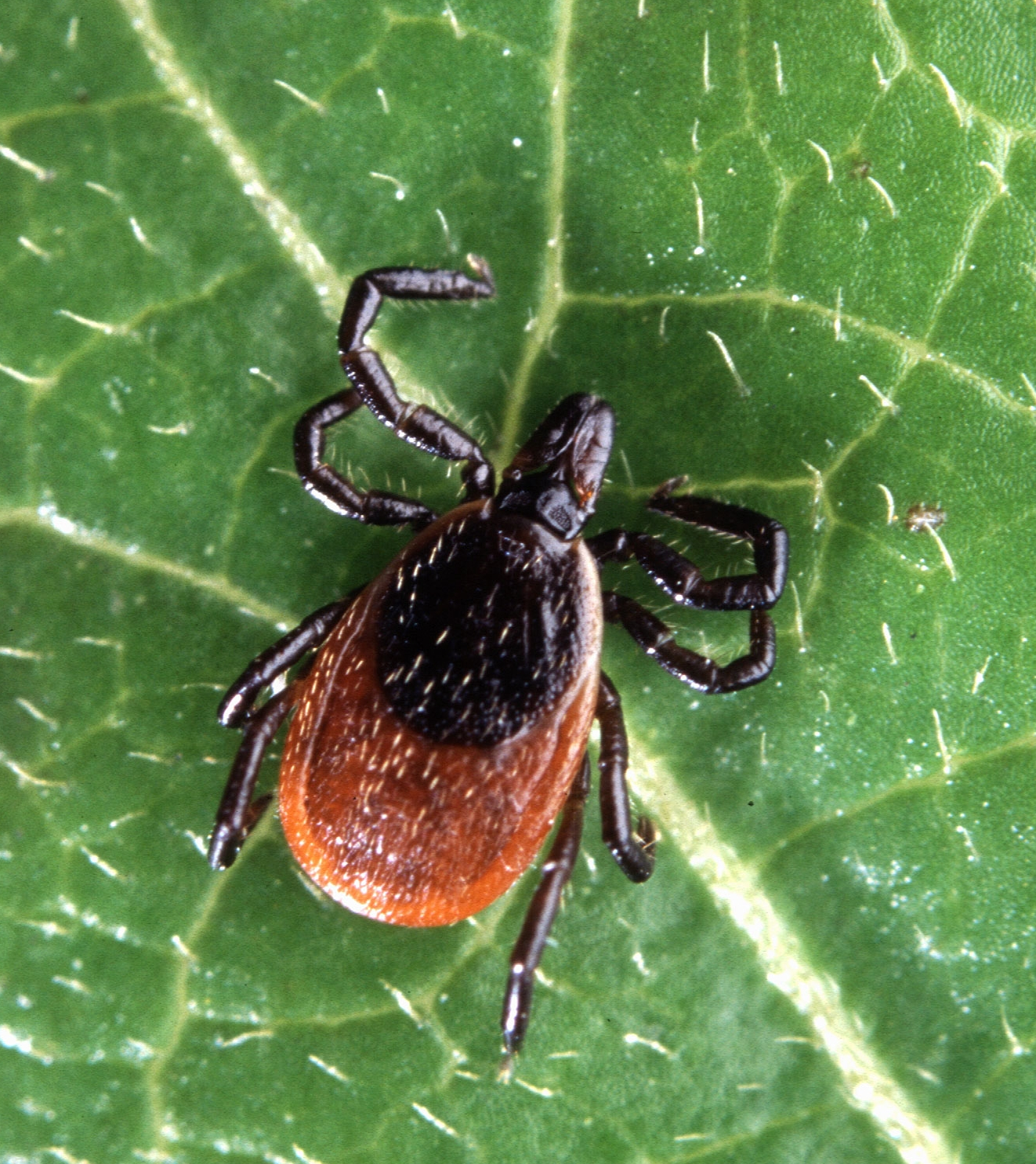
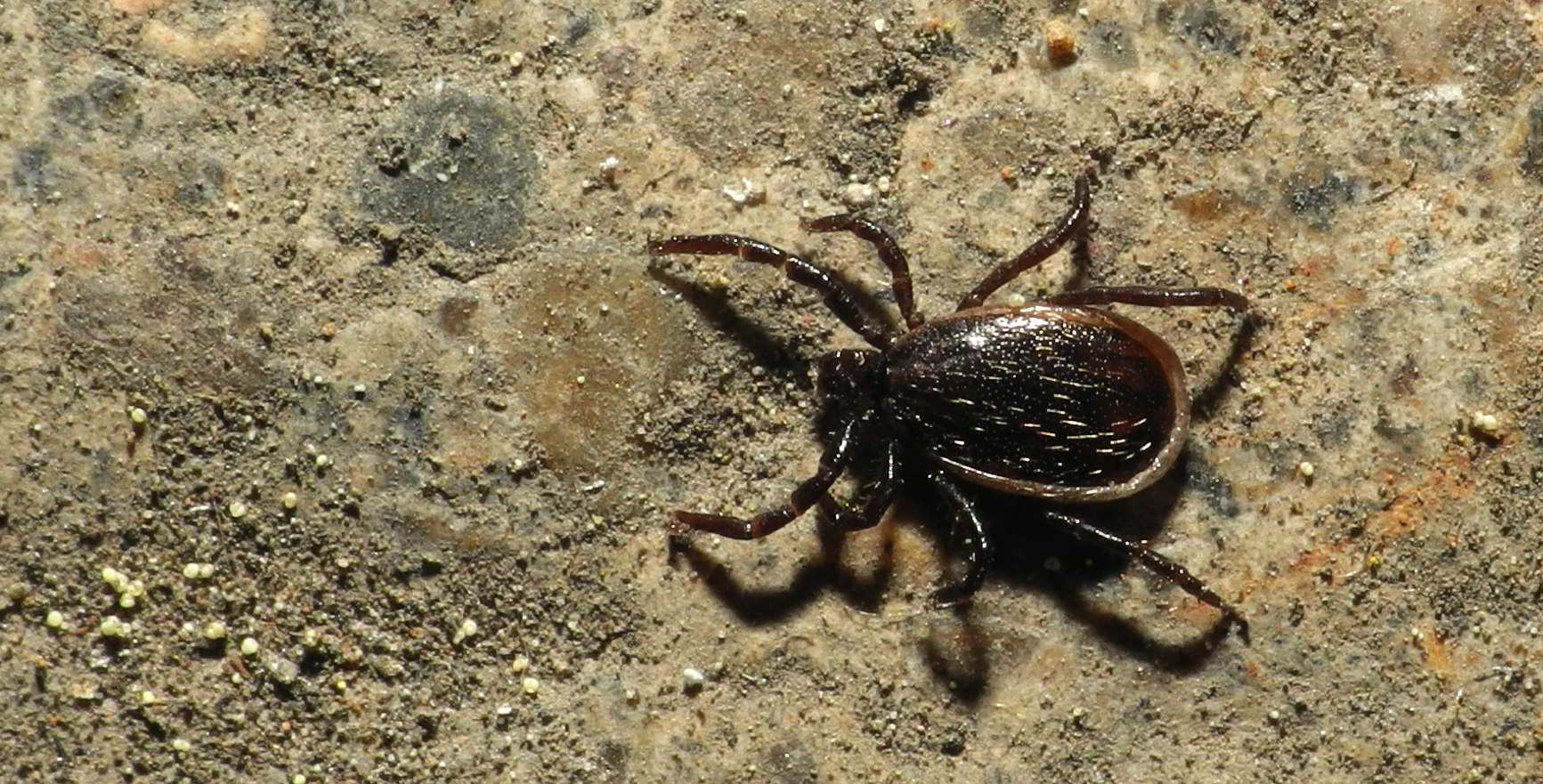